# Uleanove, Veselînove
Uleanove (în ucraineană Улянове) este un sat în comuna Zelene din raionul Veselînove, regiunea Mîkolaiiv, Ucraina.

## Demografie
Componența lingvistică a localității Uleanove
     Ucraineană (94,34%)
     Română (3,77%)
Conform recensământului din 2001, majoritatea populației localității Uleanove era vorbitoare de ucraineană (94,34%), existând în minoritate și vorbitori de română (3,77%) și polonă (1,89%).